# Lucien Hauman
Lucien Leon Hauman-Merck (2 de julio de 1880 - 16 de septiembre de 1965) fue un botánico, micólogo y briólogo belga que desarrolló su carrera profesional en Argentina

## Carrera
Lucien Hauman llegó a la Argentina en 1904 y fue profesor en la entonces recién creada Facultad de Agronomía y Veterinaria de la Universidad de Buenos Aires hasta el 1925. En la cátedra de la Universidad de Buenos Aires generó a partir de 1904 nuevas líneas de investigación en las áreas de taxonomía, fisiología vegetal, fitopatología y microbiología agrícola.
Realizó estudios fitogeográficos, y monografías sobre la región de Río Negro (1913), sobre la selva Valdiviana (1916) y sobre la alta Cordillera de Mendoza (1918). Publicó numerosos trabajos de investigación, contribuyendo a la formación de numerosos botánicos argentinos, entre ellos Luis H. Irigoyen. Hizo viajes de recolección de plantas en Argentina, Paraguay, Chile, República Democrática del Congo, y en Uruguay.

## Honores

### Epónimos
El Jardín Botánico "Lucien Hauman" de la UBA lleva en su honor su nombre.
Géneros
- (Lamiaceae) Haumaniastrum P.A.Duvign. & Plancke[1]

- (Marantaceae) Haumania J.Léonard[2]

Especies
- (Bromeliaceae) Deuterocohnia haumanii A.Cast.[3]
- (Caryophyllaceae) Silene haumanii Bocquet var. densa Bocquet[4]
- (Chenopodiaceae) Chenopodium haumanii Ulbr.[5]
- (Dioscoreaceae) Dioscorea haumanii Xifreda[6]
- (Poaceae) Paspalum haumanii Parodi[7]
- (Vitaceae) Cyphostemma haumanii (Dewit) Desc.[8]

## Obra
- "La forêt valdivienne et ses limites : notes de géographie botanique", Hauman Merck, Lucien, Buenos Aires, 1916

- "La végétation des hautes cordillères de Mendoza". Buenos Aires, 194 pp. 1919

- "Bibliografía botánica argentina", Hauman Merck, Lucien, Buenos Aires, 1922

- "Les hordum spontanés", Hauman Merck, Lucien

- "Catalogue des phanérogames de l'Argentine" Hauman Merck, Lucien, Buenos Aires, 1923

- "Notes sur le saule sud-amerícain", Hauman Merck, Lucien, Buenos Aires, 1923

- "Les modifications de la flore Argentine sous l'action de la civilisation". Bruselas, 99 pp. 1926

- con S. Balle. "Catalogue des ptéridophytes et phanérogames de la flore belge". Gembloux, 126 pp. 1934
- La abreviatura «Hauman» se emplea para indicar a Lucien Hauman como autoridad en la descripción y clasificación científica de los vegetales.[9]